# Lemoiz
Lemoiz är en kommun i Spanien. Den ligger i Biscayaprovinsen i den autonoma regionen Baskien i norra delen av landet, 300 km norr om huvudstaden Madrid. Antalet invånare är 1 337 (2024). Arean är 18,91 kvadratkilometer. Lemoiz gränsar till Gorliz, Plentzia, Gatika, Maruri-Jatabe och Bakio. 